# Milton Latham
Milton Slocum Latham, född 23 maj 1827 i Columbus, Ohio, död 4 mars 1882 i New York, var en amerikansk politiker.

## Biografi
Latham studerade juridik och inledde 1848 sin karriär som advokat i Alabama. Efter guldruschen flyttade han till Kalifornien. Han var distriktsåklagare i Sacramento 1851-1852. Han kandiderade sedan till USA:s kongress som demokrat och vann. Latham var ledamot av USA:s representanthus 1853-1855. Han kandiderade inte till omval.
Demokraterna i Kalifornien blev 1857 splittrade i två falanger. Den ena falangen hette Lecompton efter ett förslag till konstitution i Kansas. Lecomptondemokraterna var för spridningen av slaveriet och de som gick under benämningen Anti-Lecompton ville stoppa spridningen av slaveriet.
I 1859 års guvernörsval i Kalifornien nominerade de slaveriförespråkande demokraterna Latham som deras kandidat. Trots att de demokratiska rösterna splittrades mellan två kandidater och republikanernas Leland Stanford kandiderade också, vann Latham valet med 60% av rösterna. Han var guvernör i fem dagar i januari 1860 innan han blev utnämnd till ledamot av USA:s senat. Latham efterträddes av viceguvernören John G. Downey.
Latham var senator 1860-1863. Han kandiderade till omval och förlorade mot slaverimotståndaren John Conness.